# Sjumicha
Sjumicha (ryska: Шумиха) är en stad i Kurgan oblast i Ryssland. Staden ligger 133 kilometer väster om Kurgan. Folkmängden uppgår till cirka 18 000 invånare. 

## Historia
Orten grundades 1892 vid järnvägsstationen med samma namn som öppnade för trafik 1896. Stadsrättigheter erhölls 1944.